# Ngựa Kustanai
Ngựa Kustanai là một giống ngựa được phát triển ở Kazakhstan thuộc Liên Xô trước đây vào cuối thế kỷ 19 và đầu thế kỷ 20. Chúng được sử dụng chủ yếu cho công việc vận chuyển nhẹ.

## Lịch sử
Ngựa Kustanai được tạo ra tại các trang trại tập thể và nông trại ở miền tây Kazakhstan, với hầu hết các con ngựa của giống này nằm ở các vùng Kustanai và Maikulski. Việc nhân giống phát triển chính diễn ra từ năm 1887 đến năm 1951, khi giống ngựa này được chính thức công nhận. Loài này được tạo ra bằng cách lai tạo giữa những con ngựa thảo nguyên bản địa của người Kazakh với ngựa Thoroughbred, ngựa Nga Don, ngựa Stralet và ngựa Astrakhan (cải thiện của giống ngựa Kalmyk)

## Đặc điểm
Ngựa Kustanair thường cao 15 đến 15,1 tay và lớp lông có thể có màu nâu đỏ, nâu, đen, hạt dẻ, xám. Loài này có đầu nhẹ với một cấu hình thẳng, cổ có cơ bắp và vai nổi bật. Ngực sâu và rộng, vai dài và dốc, lưng dài và xương mông dốc. Các chân có nhiều cơ bắp và dài với các khớp sạch và móng guốc tốt. Loài này được cho là rất cứng rắn và khỏe mạnh, với sức chịu đựng và sức bền lớn. Một số thành viên của giống ngựa này có nhiều đặc tính thuần chủng hơn những loài khác.

### Các giống nhỏ hơn
Sự khác biệt có chủ ý trong phong cách quản lý tại các tổ chức nhà nước khác nhau tạo ra hai phân nhóm với giống Kustanai. Loại đầu tiên, giữ ổn định, cho thức ăn tốt hơn, và lai tạo rất có chọn lọc, là loại ngựa để cưỡi. Loại thứ hai, được giữ trong các thảo nguyên, giống lai, và để chúng tự tìm thức ăn ngoài tự nhiên, là loại cứng cáp hơn phù hợp hơn với công việc vận chuyển nhẹ.